# Douze proverbes flamands
Ne doit pas être confondu avec Les Proverbes flamands.
Douze proverbes flamands (à ne pas confondre avec le tableau Les Proverbes flamands) est une série de douze médaillons peints par Pieter Bruegel l'Ancien en 1558. L'ensemble, regroupé en un seul panneau, est conservé au musée Mayer van den Bergh à Anvers.  Il est signé « 15(5)8 BRVEGHEL » (sur le médaillon 12 : Pisser contre la lune).

## Histoire
L'œuvre est d'attribution incertaine, surtout à cause de l'état de conservation médiocre : ainsi, les couches de fond vermeil des douze médaillons ont fait l'objet de réfections. Il s'agirait à l'origine de douze fonds d'assiettes.

## Description et style
Sur un fond obscur sont alignés sur trois rangées douze médaillons de 21 cm de diamètre, chacun contenant une figure qui illustre de manière significative un proverbe ou un dicton flamand, chacun accompagné d'un écrit explicatif. Les tableaux sont des huiles sur bois.
Du haut vers le bas et de gauche à droite :

### Médaillonno1

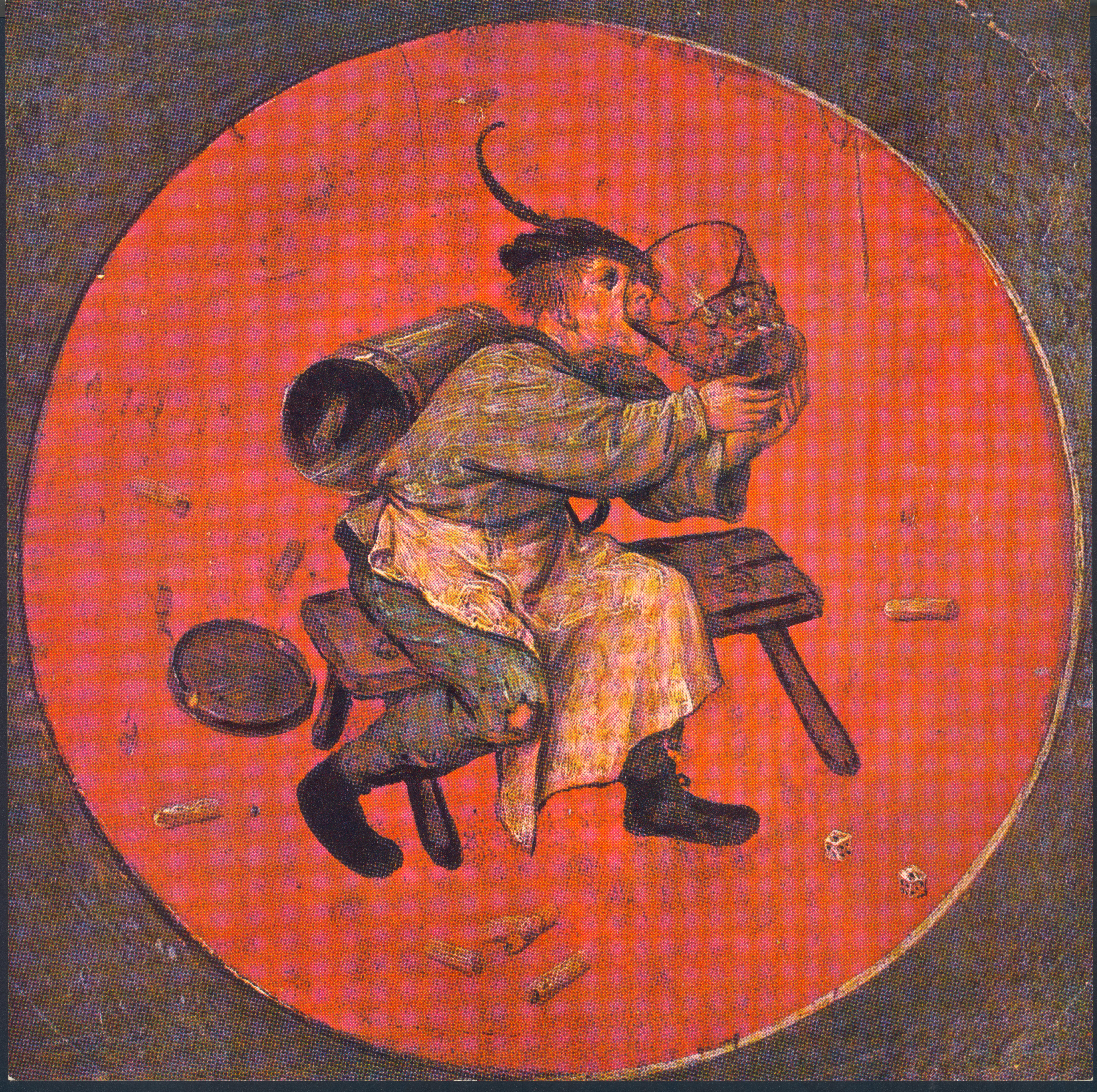
Boire et jouer.

Texte original en néerlandais ancien :
Ontydich tuysschen en droncken drincken
maeckt arm misacht den naem doet stincken.
En français : Boire jusqu'à l'ivresse réduit à la pauvreté, déshonore le nom et mène à la ruine.
(À jouer et s'enivrer on perd l'honneur et la santé.)
En anglais : Dice and drink ruins health and wealth.

### Médaillonno2

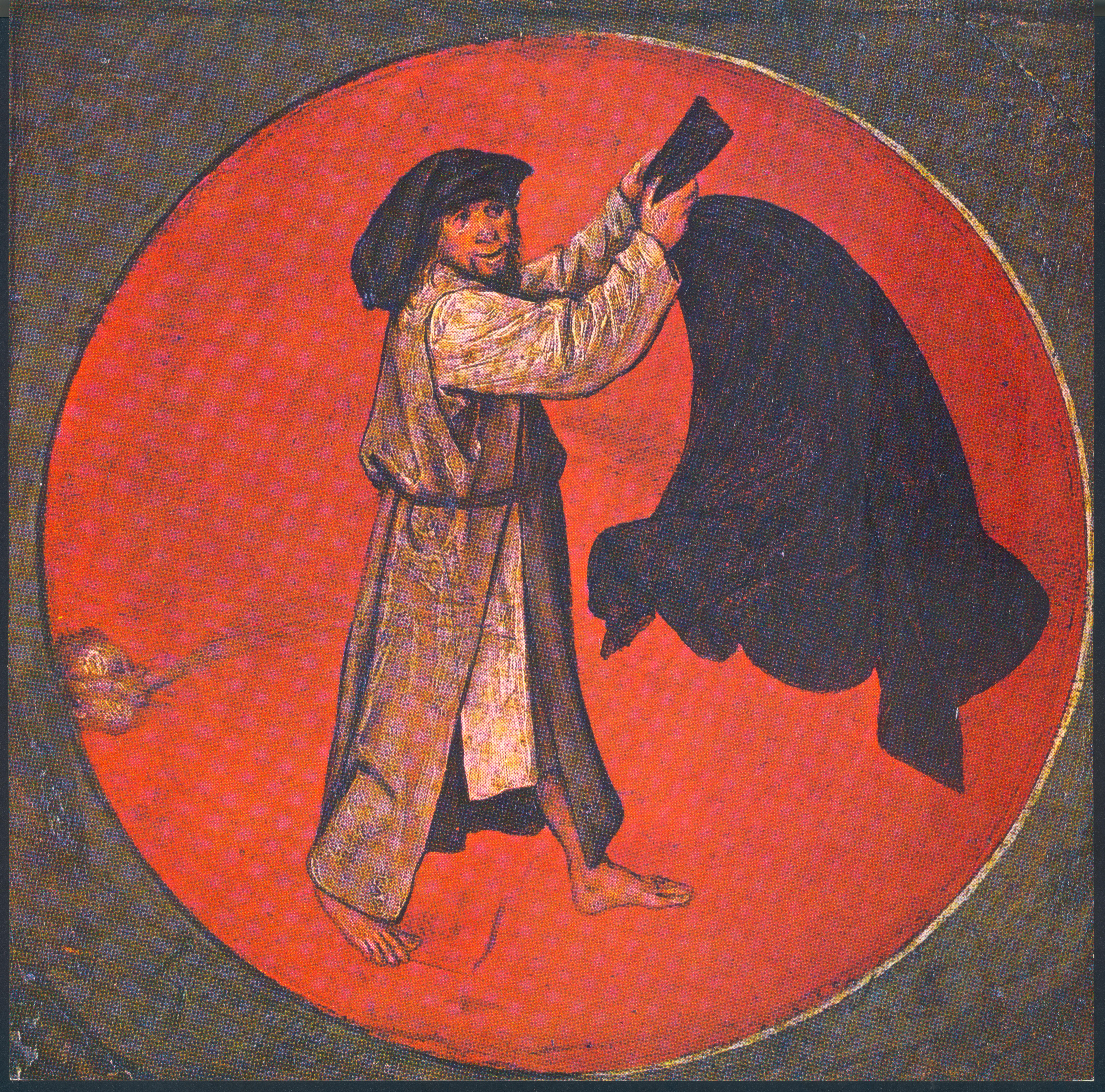
Tourner casaque.

Texte original en néerlandais ancien :
Een placebo ben ick ende alsoo gesint
dat ick de huyck alom hanch naeden wint.
En français : Je suis un opportuniste, d'un genre tel que ma veste va toujours dans la direction du vent.
(Tourner casaque)
En anglais : To turn one's coat.

### Médaillonno3

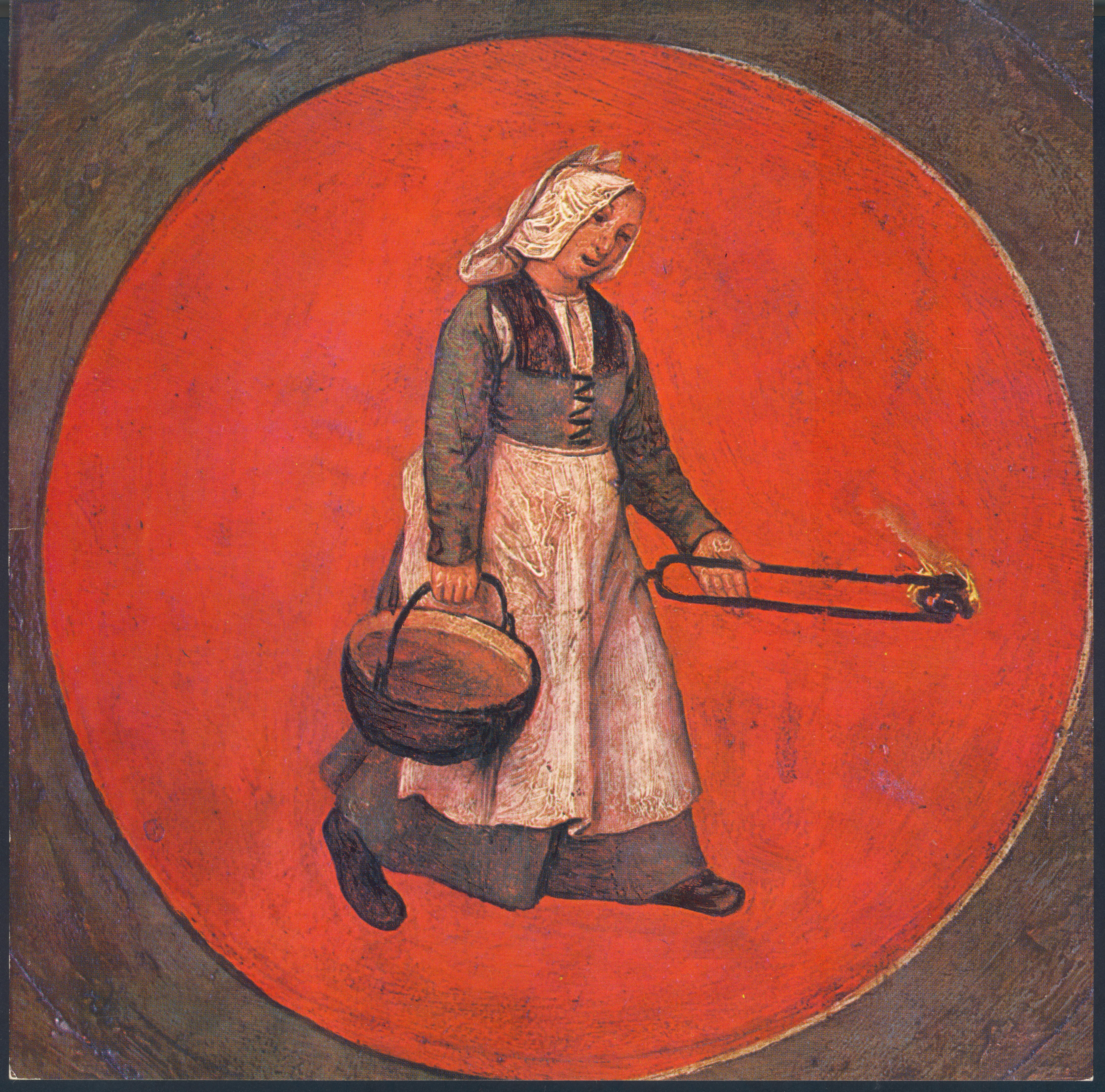
Souffler le chaud et le froid.

Texte original en néerlandais ancien :
In deen hant draghe vier in dander waeter,
met clappaers en clappeyen houd ick den snaeter.
En français : Je porte le feu dans une main, l'eau dans l'autre, et je passe mon temps à cancaner avec les femmes.
(Semer la discorde en montrant double visage, souffler le chaud et le froid)
En anglais : To blow hot and cold.

### Médaillonno4

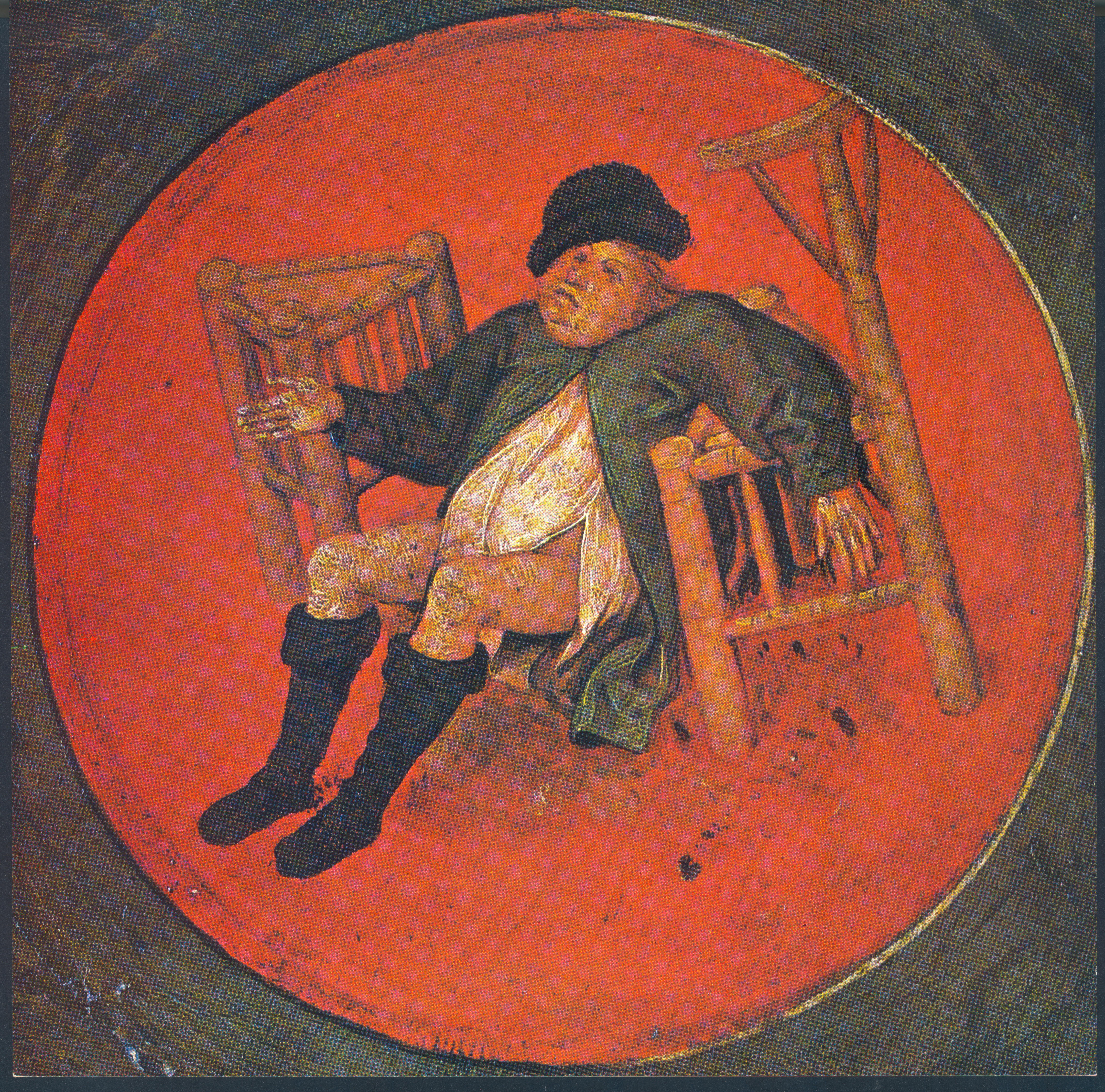
S'asseoir entre deux chaises.

Texte original en néerlandais ancien :
Int slampampen en mocht my niemant verrasschen
al quyt, sit ick tusschen twee stoelen in dasschen.
En français : À fanfaronner, je n'avais pas mon pareil ; maintenant, réduit à la misère, je reste entre deux chaises, assis sur les cendres.
(Finir dans la misère par indécision, s'asseoir entre deux chaises)
En anglais : To fall between two stools.

### Médaillonno5

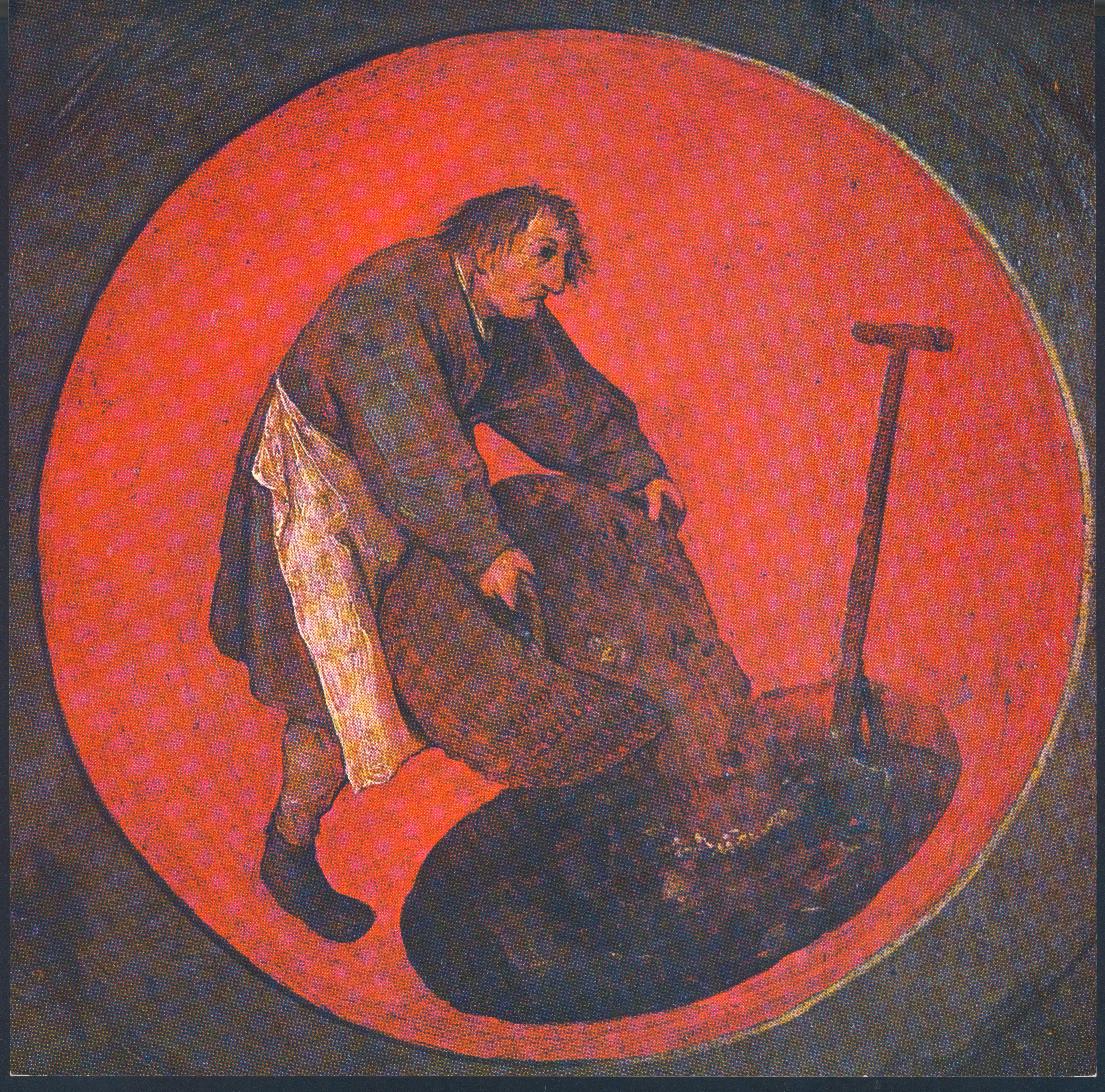
Quand le veau s'est noyé…

Texte original en néerlandais ancien :
Wat baet het sien en derelyck loncken
ick stop den put als tcalf is verdroncken.
En français : Le veau me regarde d'un œil tors ; à quoi bon fermer le puits s'il est noyé ?
(Quand le veau s'est noyé, on comble la fosse. Il est inutile d'éprouver du remords après coup s'il ne sert à rien.)
En anglais : To shut the stable door after the horse has gone.

### Médaillonno6

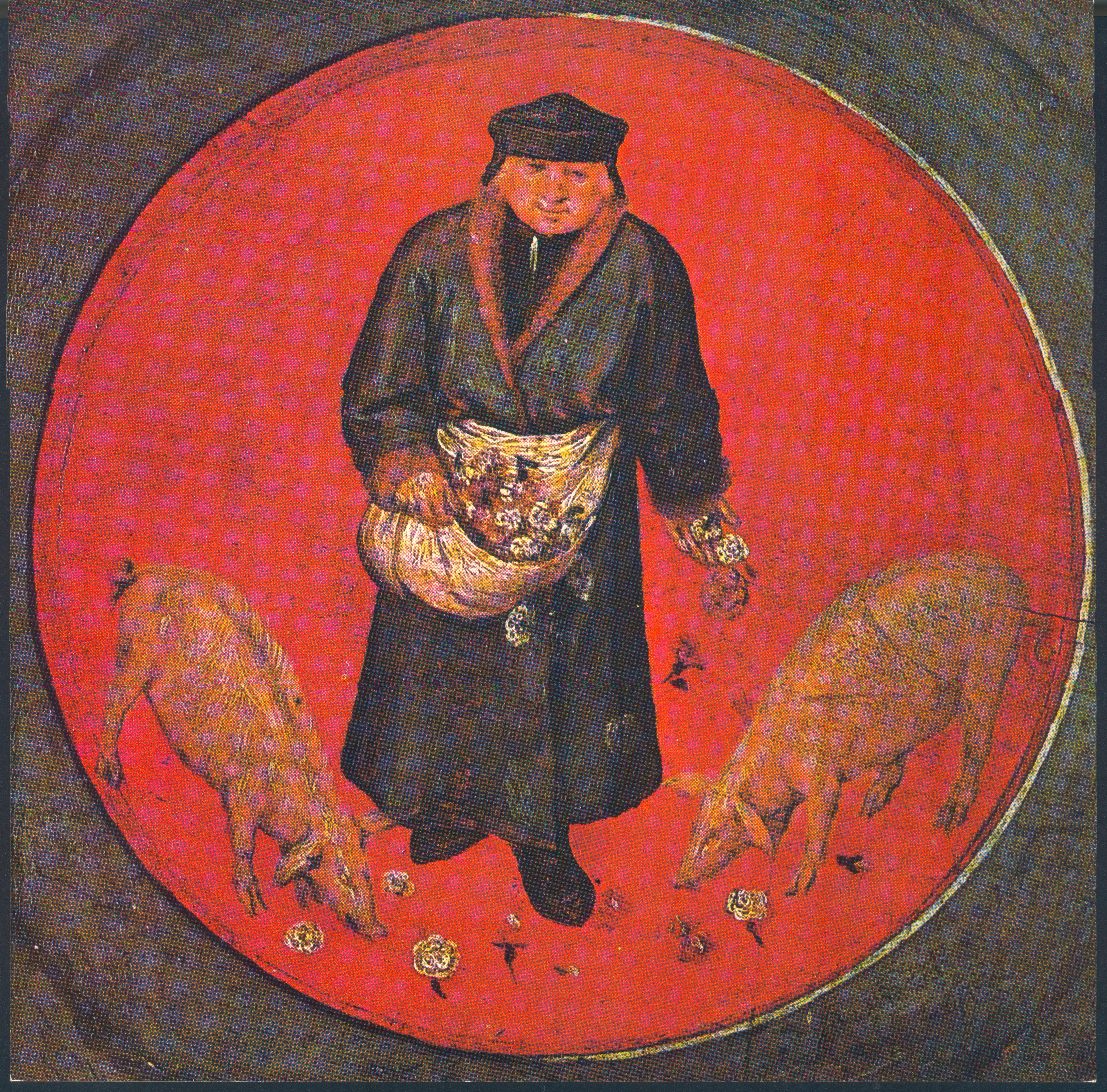
Jeter des perles aux pourceaux.

Texte original en néerlandais ancien :
Die lust heft te doen verlore wercken
die stroyt die rosen voor de vercken.
En français : Si quelqu'un aime se fatiguer inutilement, qu'il jette des roses aux cochons.
(Donner de la confiture aux cochons ou donner des perles aux cochons, c'est-à-dire gratifier celui qui ne le mérite pas)
En anglais : To cast pearls before swine.

### Médaillonno7

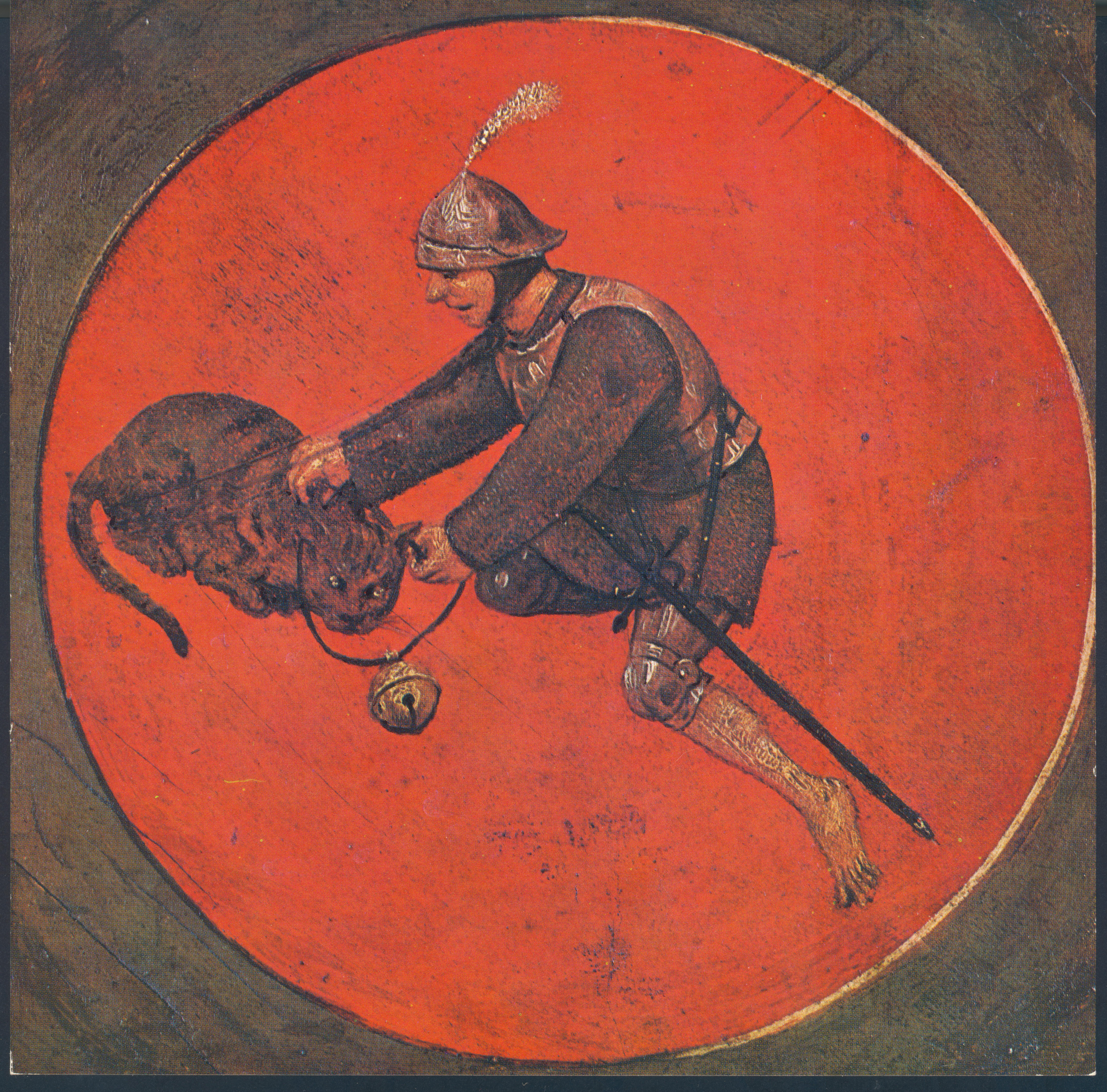
Foudre de guerre à bon compte.

Texte original en néerlandais ancien :
't Harnasch maeckt my een stouten haen,
ick hanghe de kat de belle aen.
En français : L'armure fait de moi un bon guerrier et j'attache une cloche au chat.
(La tenue militaire rend hardi même les pleutres, et le manque de discrétion fait connaître à tous les plans secrets, « foudre de guerre à bon compte »)
En anglais : A great captain to bell the cat.

### Médaillonno8

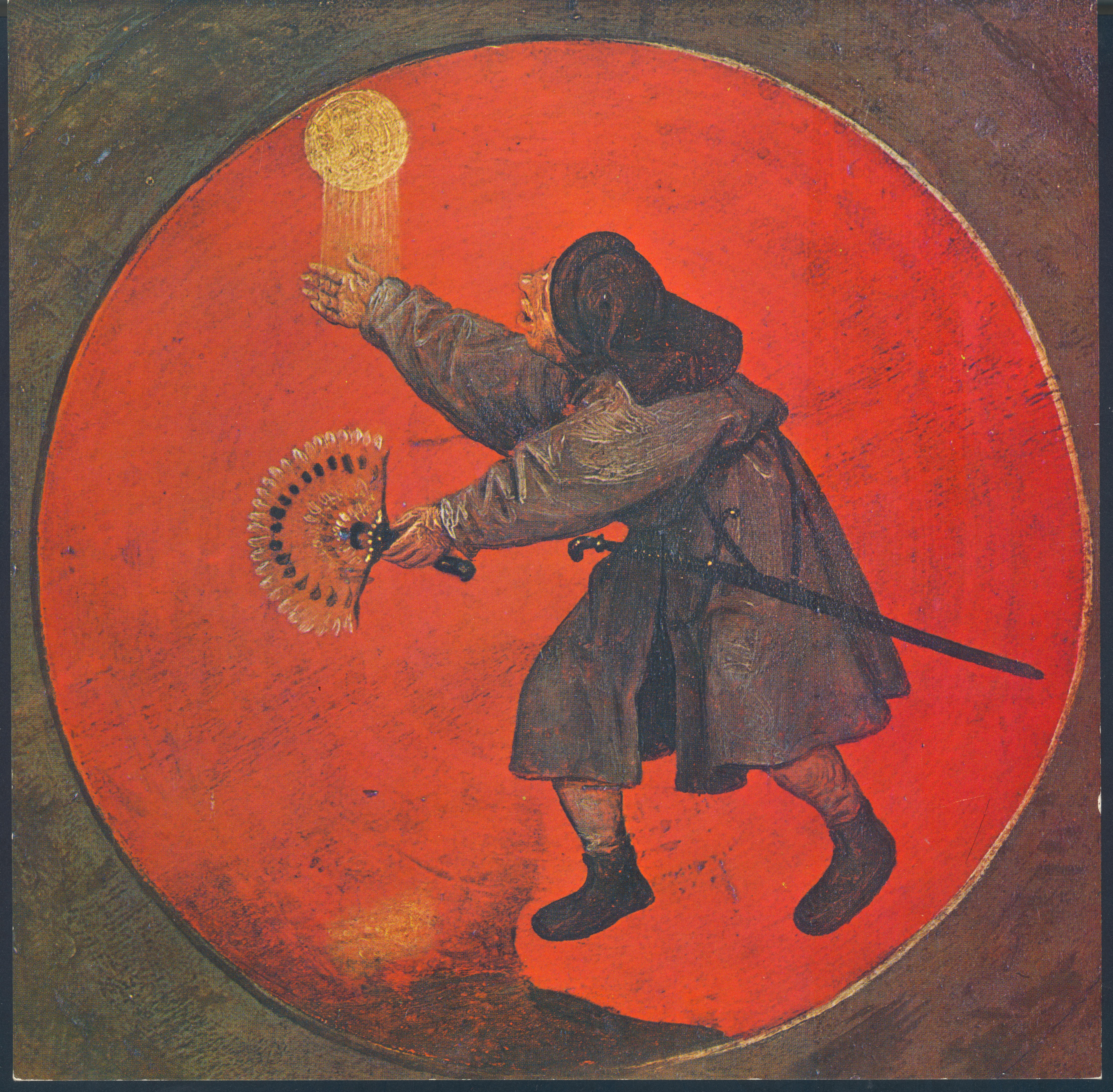
Le jaloux prend même ombrage du soleil.

Texte original en néerlandais ancien :
Myns naesten welderen myn herte pynt
ick en mach niet lyden dat de sonne int waeter schynt.
En français : La fortune du voisin me déchire le cœur ; je ne supporte pas que le soleil se reflète sur l'eau.
(« Le jaloux prend même ombrage du soleil », l'envie empêche d'être heureux)
En anglais : Jealousy finds fault even with the sun.

### Médaillonno9

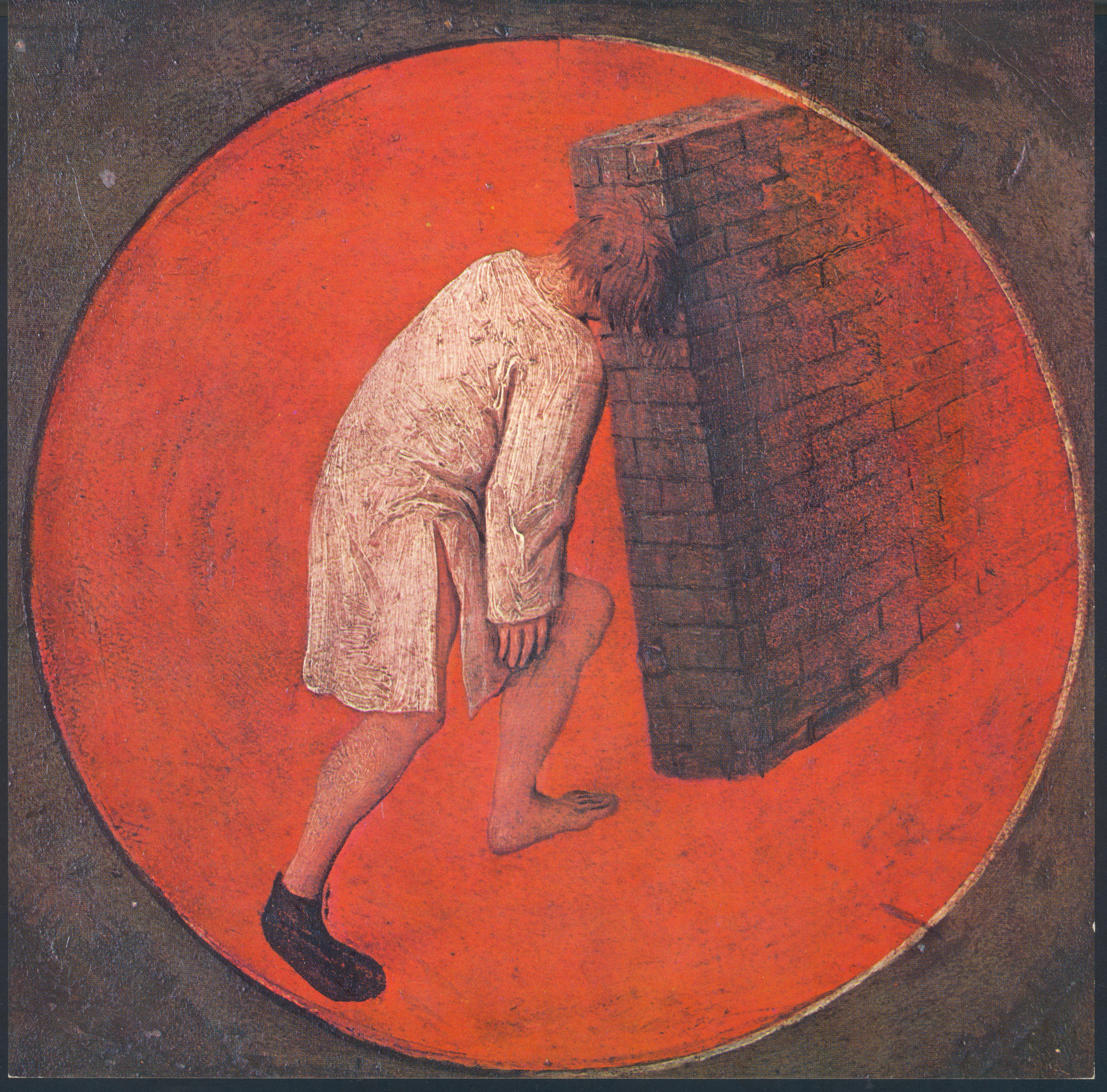
Donner de la tête contre un mur.

Texte original en néerlandais ancien :
Crygel ben ick en van sinnen stuer
dus loop ick met den hooffde tegen de muer.
En français : Je suis belliqueux, fier et irascible ; c'est pourquoi je me tape la tête contre le mur.
(« Donner de la tête contre un mur », la colère est à l'origine de mes propres maux)
En anglais : To run one's head against a brick wall.

### Médaillonno10

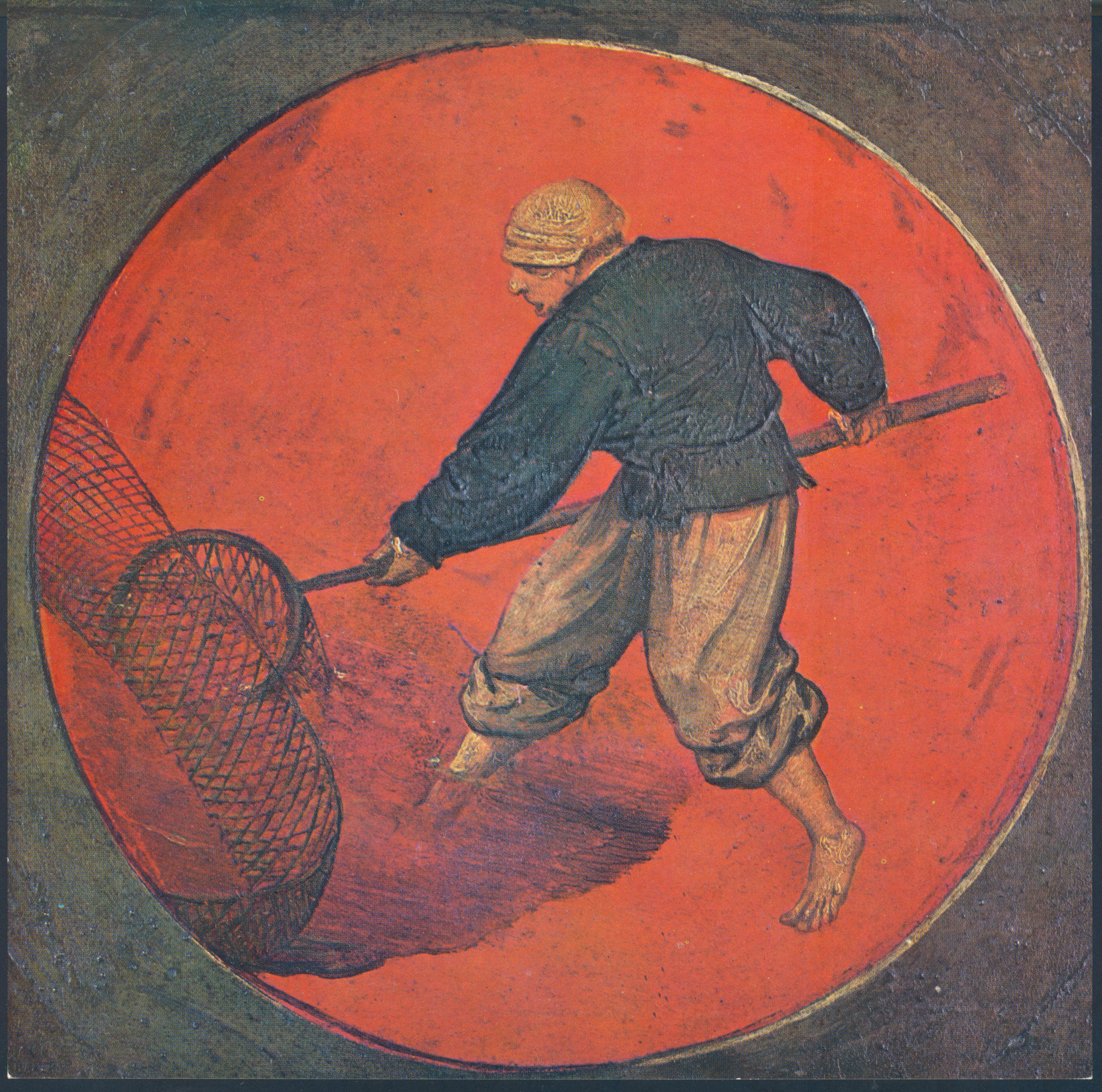
Manquer le coche.

Texte original en néerlandais ancien :
My compt het mager, aen andere het vet
ick vissche altyd achter het net.
En français : À moi le maigre, le gras aux autres : et je pêche toujours hors du filet.
(L'incapable se fâche en vain, « Manquer le coche »)
En anglais : To miss the boat.

### Médaillonno11

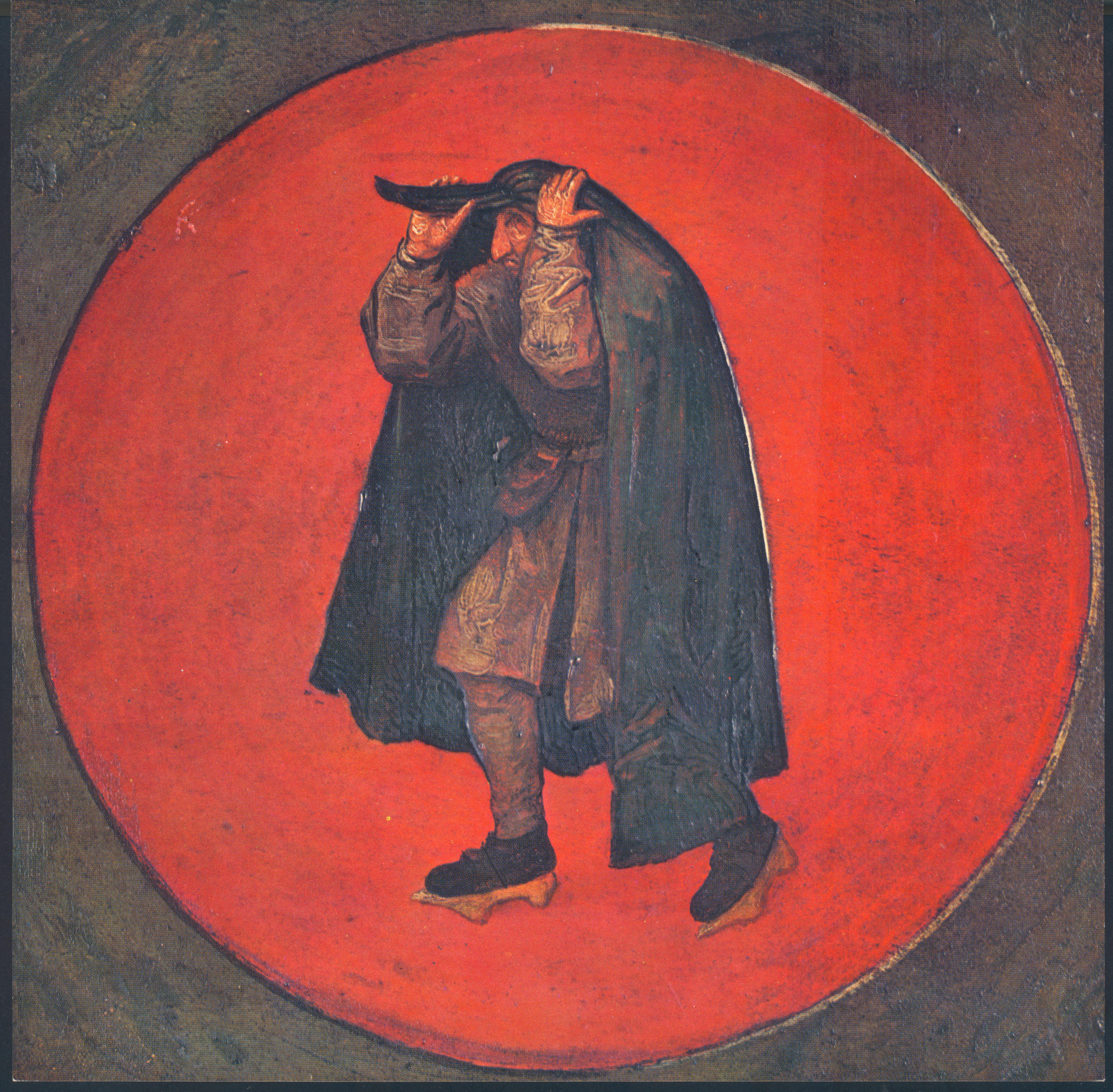
Plus je me cache, plus je suis connu.

Texte original en néerlandais ancien :
Ick stoppe my onder een blau huycke
meer worde ick bekent hoe ick meer duycken.
En français : Je me couvre d'un manteau azur ; mais plus je me cache, plus on me reconnaît.
(« Plus je me cache, plus je suis connu », l'infidélité de l'épouse rend l'époux célèbre malgré lui.)
En anglais : The more I hide, the more I am known.

### Médaillonno12

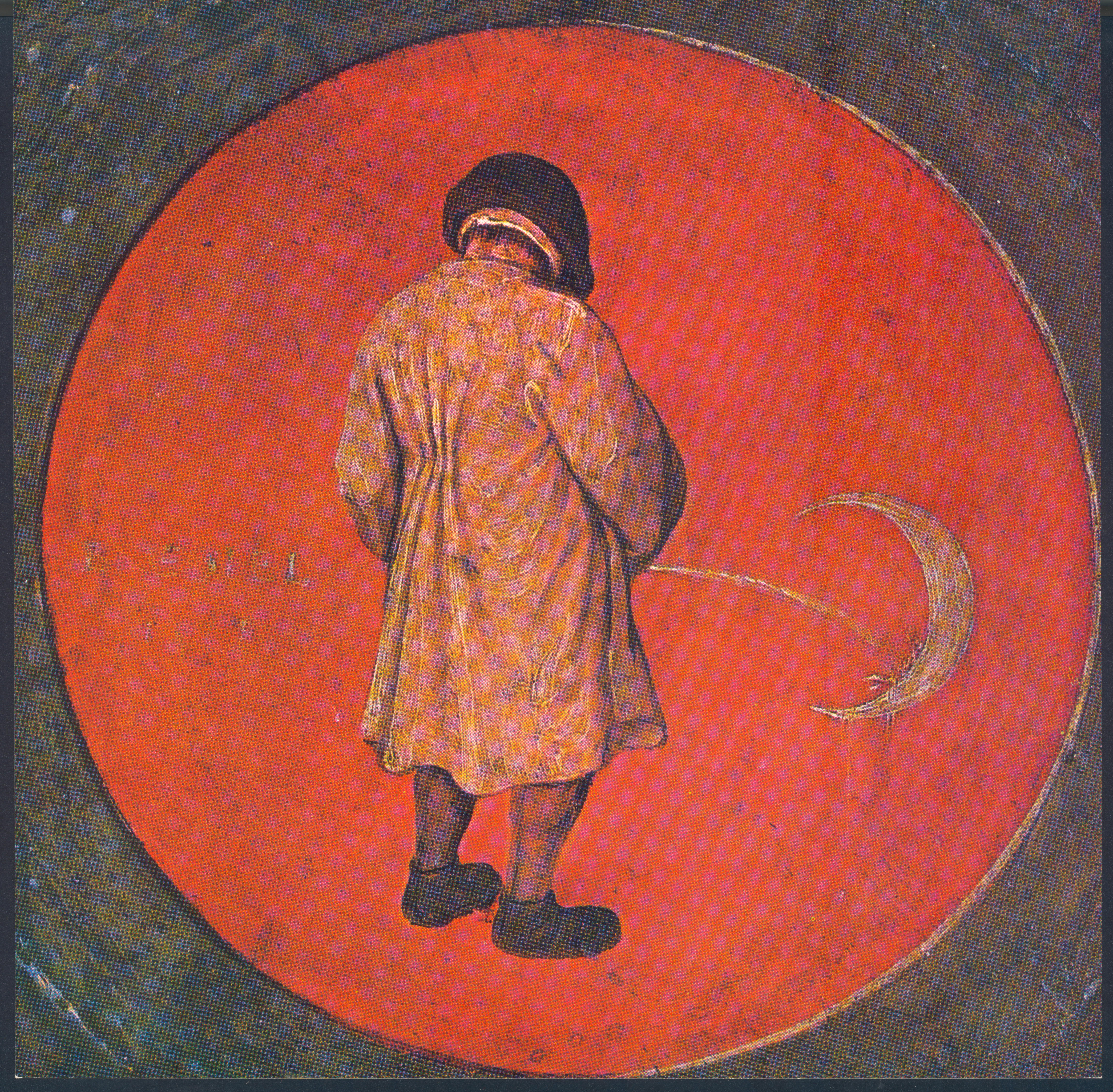
Pisser contre la lune.

Texte original en néerlandais ancien :
Vat ick vervolghe en geraecke daar niet aen
ik pisse altyd tegen de maen.
En français : Quelle que soit la chose à laquelle j'aspire, je ne parviens jamais à l'obtenir : j'urine toujours vers la lune.
(« Pisser contre la lune », il ne faut pas viser trop haut)
En anglais : To "shoot" the moon.